# Эффект Кейнса
Эффект Кейнса — термин, используемый в экономической науке для описания ситуации, когда изменение процентной ставки влияет на расходы больше, чем на сбережения.
При падении цен номинальная сумма денег будет меньше реальной, в результате чего процентная ставка будет падать, а требуемые инвестиции — возрастать.
Это означает, что недостаточный спрос на рынке не может продолжаться вечно.
Эффект Кейнса не действует в двух случаях: во время ловушки ликвидности (когда кривая LM горизонтальна) или когда расходы неэластичны по отношению к процентной ставке (кривая SM вертикальна). Эффект реальных балансов Патинкина-Пигу показывает, что из-за эффекта изобилия вследствие изменения уровня цен недостаточный спрос не может сохраняться в этих описанных выше двух случаях.